# Râul Morișca
Râul Morișca este un curs de apă, afluent al râului Sitna. 